# جف کامرون
جفری اسکات «جف» کامرون (انگلیسی: Geoffrey Scott "Geoff" Cameron؛ زاده ۱۱ ژوئیهٔ ۱۹۸۵) بازیکن فوتبال اهل ایالات متحده است.
وی همچنین در تیم ملی فوتبال ایالات متحده آمریکا بازی کرده‌است.